# Reprezentacja Chin na Mistrzostwach Świata w Wioślarstwie 2009
Reprezentacja Chin na Mistrzostwach Świata w Wioślarstwie 2009 liczyła 3 sportowców. Najlepszym wynikiem było 5. miejsce w jedynce kobiet.

## Medale

### Złote medale
Brak

### Srebrne medale
Brak

### Brązowe medale
Brak

## Wyniki

### Konkurencje kobiet
- jedynka (W1x): Zhang Xiuyun – 5. miejsce
- dwójka bez sternika (LW2-): Dai Li, Wang Liang – 11. miejsce